# هيدرولاز فيتامين د25
سيتوكروم 2R1 أو هيدرولاز فيتامين د25 هو إنزيم مشفر بالمورثة CYP2R1.
|  |

## خريطة مسار تفاعلية
اضغط على المورثة أو البروتين أو المادة للذهاب إلى المقالة المتعلقة بها.
1. ↑  يمكن تعديل مخطط مسار التكوين التفاعلي في  ويكيباثويز: "VitaminDSynthesis_WP1531".